# Acronicta incretata
Acronicta incretata är en fjärilsart som beskrevs av George Francis Hampson 1909. Acronicta incretata ingår i släktet Acronicta och familjen nattflyn. Inga underarter finns listade i Catalogue of Life.